# Würgeknoten
Der Würgeknoten, auch Würgestek oder Konstriktorknoten (von englisch to constrict für zusammenschnüren), ist einer der haltbarsten Schnürknoten. Er ähnelt dem Webeleinenstek, ist ihm aber an Festigkeit überlegen. Nach Belastung lässt er sich bei manchem Seilmaterial nicht mehr lösen, weswegen er bei dauerhaften Verbindungen verwendet wird. Der Knoten kann auch in einer auf Slip gelegten Variante verwendet werden, die seine Lösbarkeit gewährleistet. Wie der Webeleinenstek kann der Würgeknoten gesteckt oder auch gelegt werden, wenn die Enden (Tampen) des Taus nicht frei sind.

## Anwendung
Der Würgeknoten dient
- als Verschlussknoten um Säcke zuzubinden,
- als Befestigungsknoten für die Sprossen (Holme) einer Strickleiter oder eines Floßes,
- als schneller Ersatz für einen Takling, damit ein ausgefranstes Seilende nicht weiter aufdröselt. Ein solcher Behelf sollte aber später durch einen richtigen Takling oder Spleiß ersetzt werden.

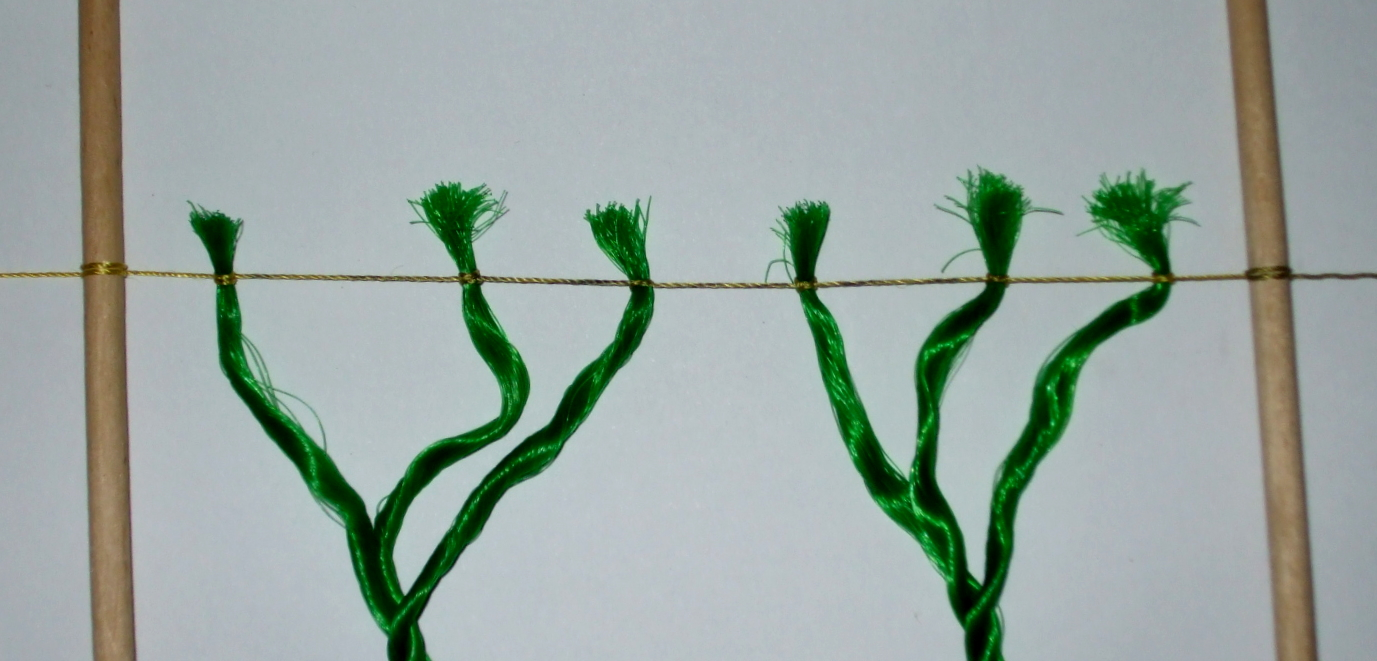
Sicherung der ausgefransten Seilenden vor weiterem Aufdröseln

## Knüpfen

### Gesteckter Würgeknoten
Es wird ein normaler Webeleinenstek geknüpft und danach ein Tampen unter der festen Part des ersten Auges gesteckt.
Er hat die Knoten Nr. 1249 im Ashley-Buch der Knoten.

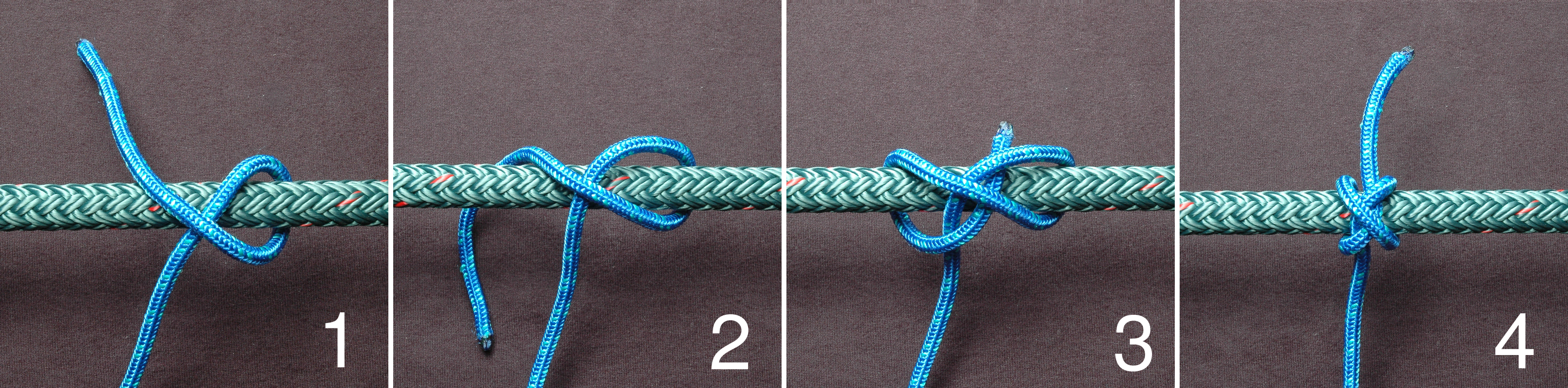
Das Knüpfen des Würgeknotens

1. Man macht einen Törn um das Objekt und bringt das Arbeitsende, auch loses Ende genannt, zurück über das feste Ende.
2. Man führt es erneut hinter das Objekt und bringt es nach vorne.
3. Das lose Ende führt man über das feste Ende und steckt es unter den beiden Törns durch und formt damit darunter einen Halben Knoten unter den Törns.
4. Sicherstellen, dass die Enden wie gezeigt zwischen den Windungen herausragen.

### Gelegter Würgeknoten
Das Legen des Würgeknotens um einen Holm.

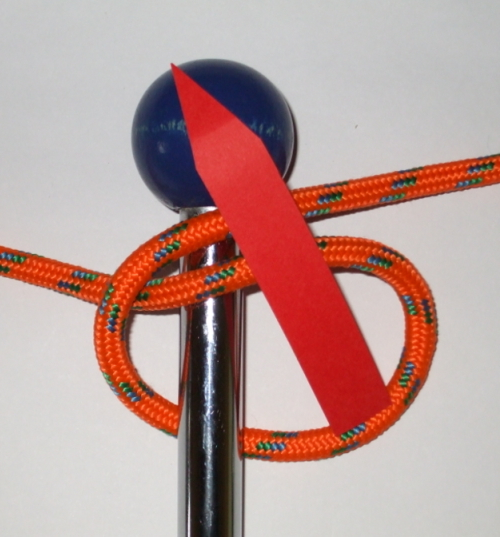
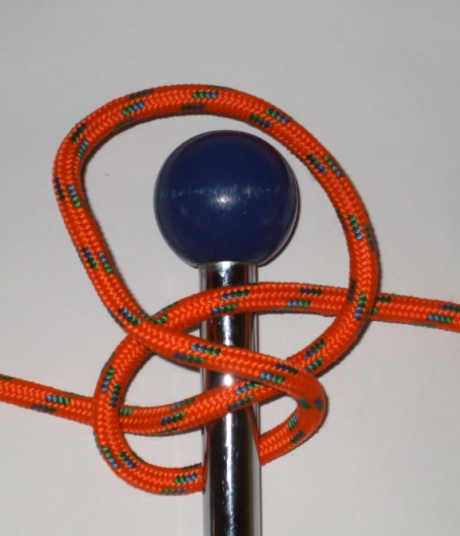
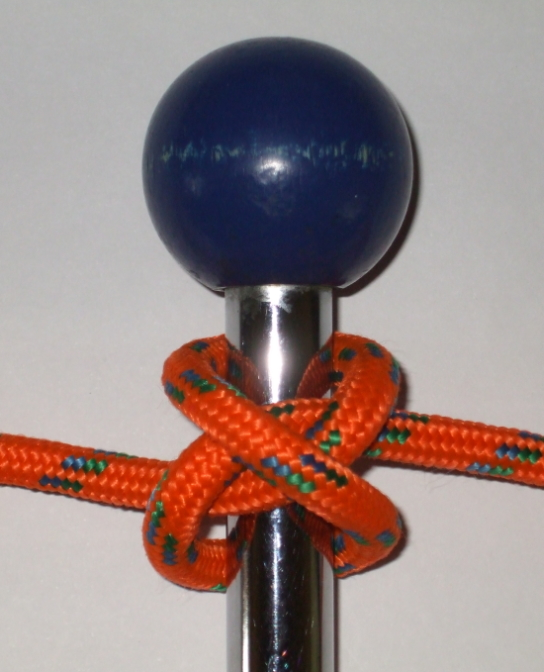

Der gelegte Würgeknoten hat die Nr. 1188 im Ashley-Buch der Knoten.

### Festzurren
Das Festzurren des Würgeknotens ist mit Hilfe von Knebeln (Stäben) möglich, die ihrerseits durch Marlspiekerschläge am Seil befestigt werden.

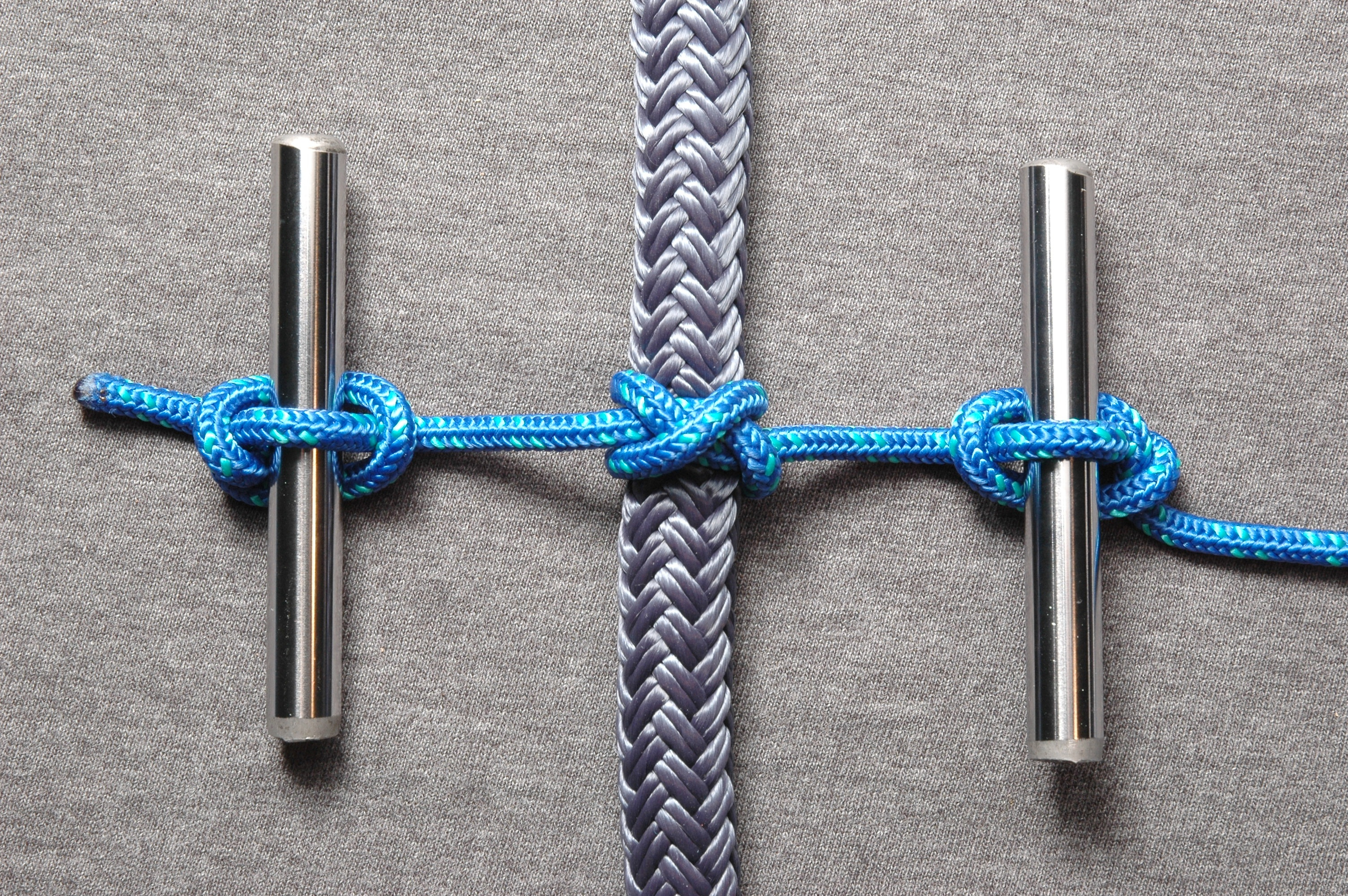
Festzurren mit Knebeln

### Lösen
Ein Lösen des Würgeknotens ist, insbesondere wenn er festgezurrt ist, nur durch Durchschneiden des Seils möglich, es sei denn, er wurde mit Slip gelegt. Auf Grund der schlechten Lösbarkeit des Würgeknotens sollte er nie an Gliedmaßen oder anderen Körperteilen angebracht werden.

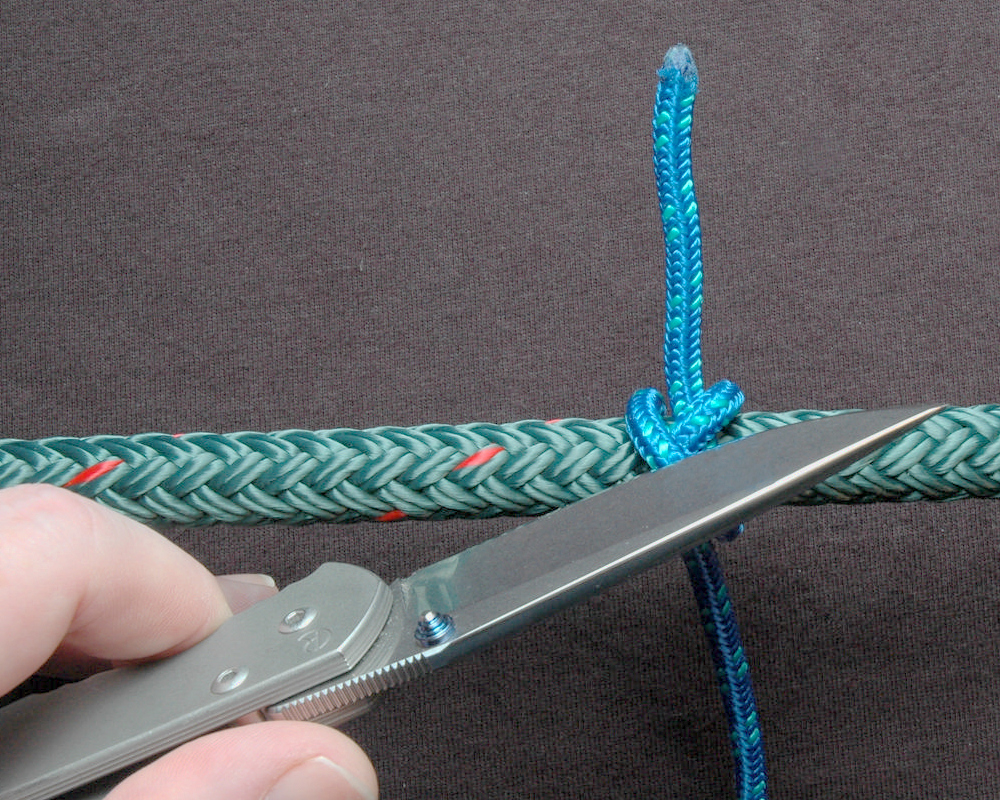
Durchschneiden des Knotens

## Würgeknoten mit Slip
Der Würgeknoten mit Slip (zum einfachen Lösen des festgezogenen Knotens) eignet sich zum erneuten Öffnen beispielsweise bei einem Beutel oder Sack (bei Getreide, Mehl usw.).
Der Würgeknoten mit Slip hat die Knoten Nr. 1250 im Ashley-Buch der Knoten.
Man legt ihn wie den Würgeknoten, macht aber am Schluss mit dem losen Ende eine Bucht und steckt diese durch.

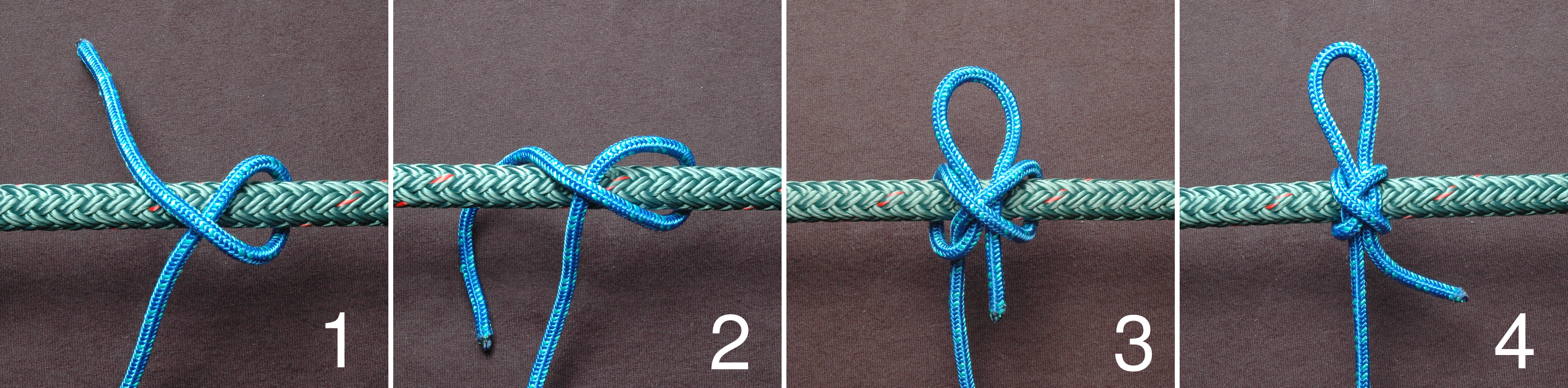
Würgeknoten auf Slip gelegt

## Doppelter Würgeknoten

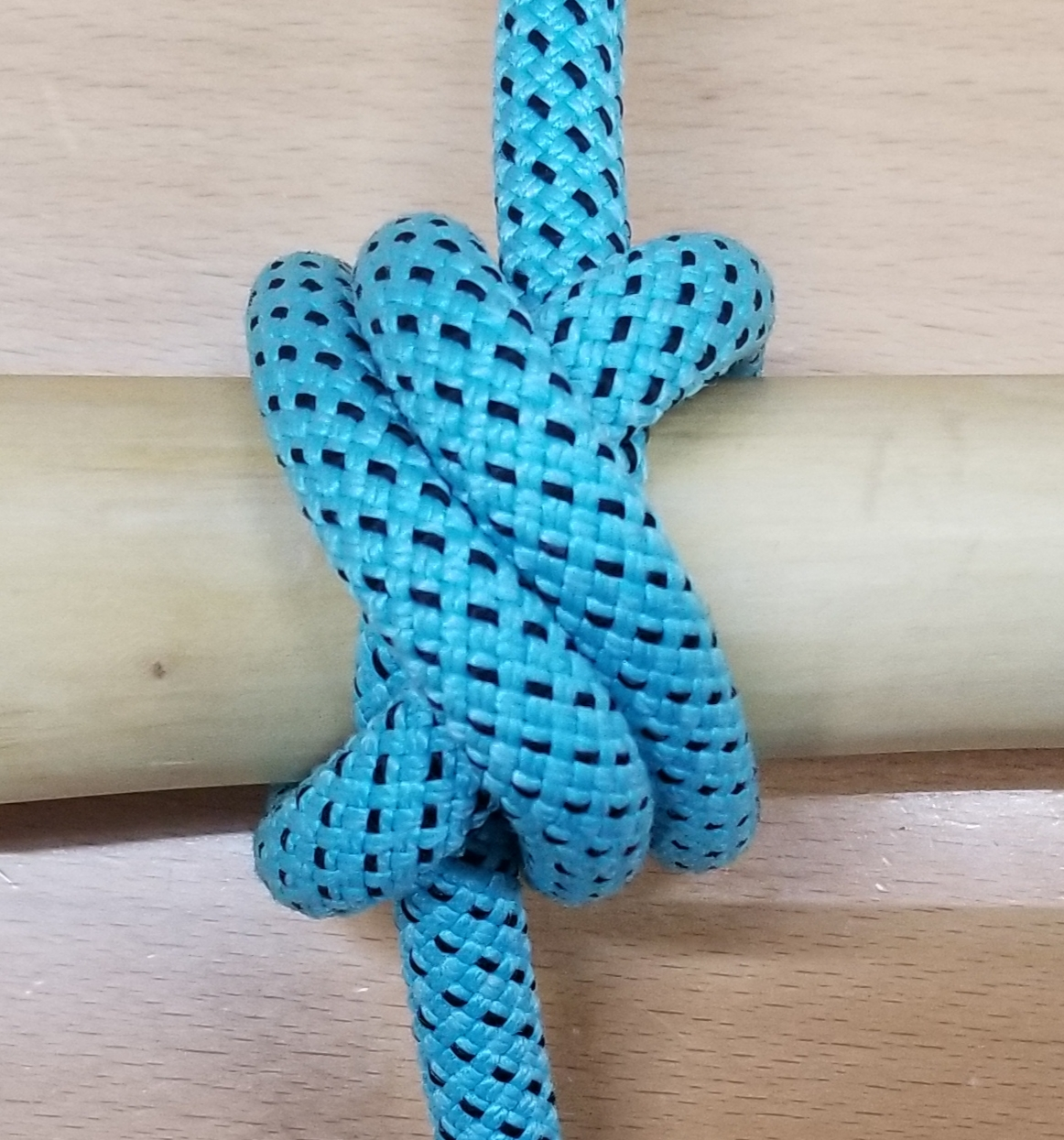
Doppelter Würgeknoten

Bindet man den Würgeknoten mit einem Extratörn erhält man den Doppelten Würgeknoten (ABOK # 1252).
Dies ist besonders nützlich, wenn der Knoten mit einer sehr rutschigen Leine gebunden wird oder die Stange sehr rutschig ist. Er hält noch fester, ist noch dauerhafter und auch noch schwerer wieder zu öffnen. Man kann mit ihm einen großen dauerhaften Takling binden.

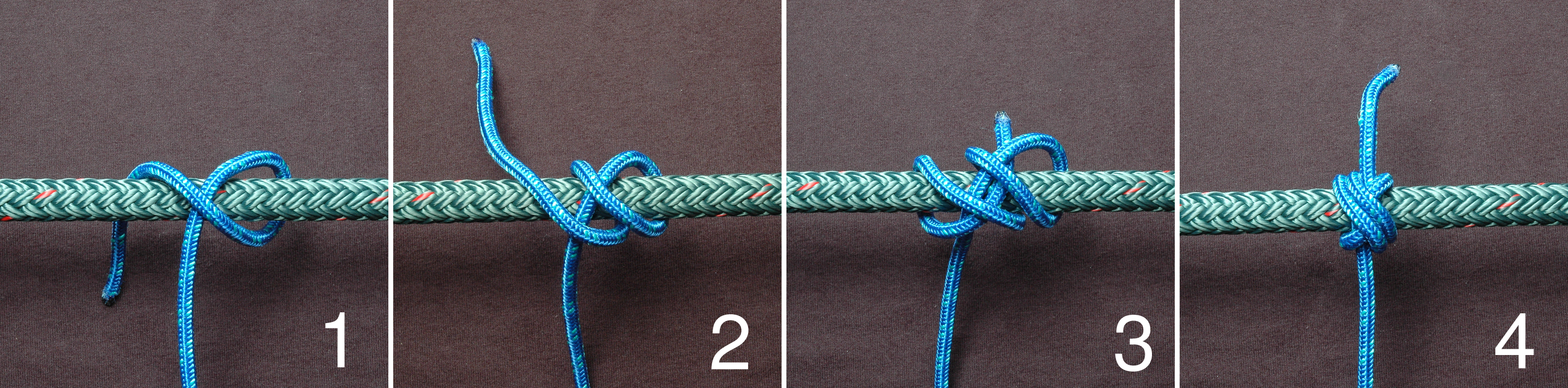
Doppelter Würgeknoten

1. Man macht einen Törn um das Objekt und bringt das Arbeitsende, auch loses Ende genannt, zurück über das feste Ende.
2. Dann einen zweiten Törn, der dem ersten Törn folgt.
3. Das lose Ende führt man über das feste Ende und steckt es unter den beiden Törns durch und formt damit darunter einen Halben Knoten.
4. Sicherstellen, dass die Enden wie gezeigt zwischen den Windungen herausragen. Den Doppelten Würgeknoten noch sorgfältig an allen Stellen anziehen, damit er überall gleichmäßig gespannt ist.

## Alternativen
- Der Grundleinenstek[3] wurde auch zum Anpflocken von Artilleriepferden benutzt[4]. Andere Namen sind Sack- oder Müllerknoten[5], Feldwache-[4] oder Feldwache-Leinenstek[6]
- Der Schnürknoten nach ABoK #1239 ist gut geeignet, Gegenstände zusammen- oder zuzubinden.
- Mit einem oder zwei zusätzlichen Törns erhält man mit dem Schnürknoten einen guten provisorischen Takling für den Tampen eines Endes.[7]

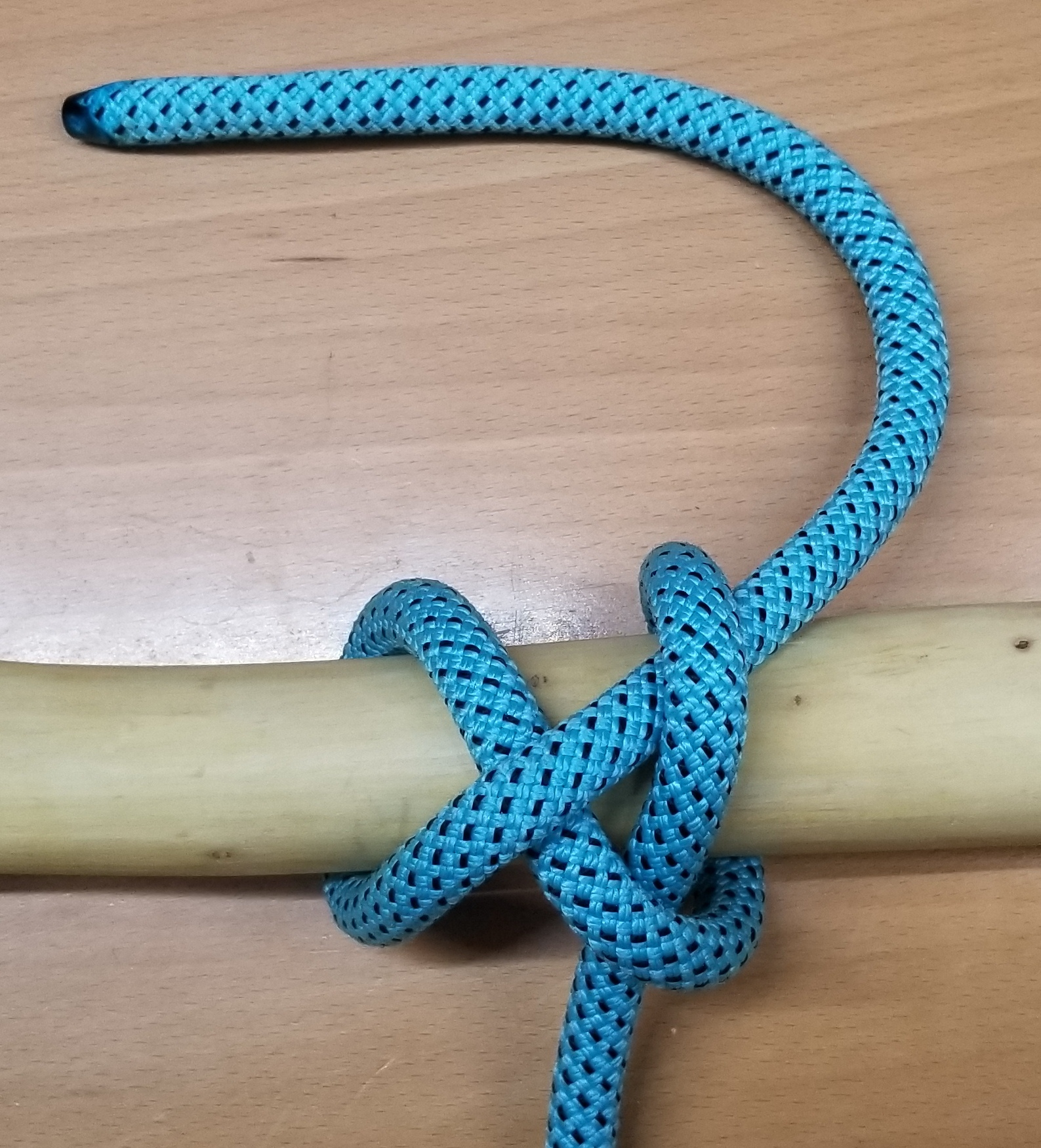
Grundleinenstek oder Sackknoten (nach ABoK #1243)
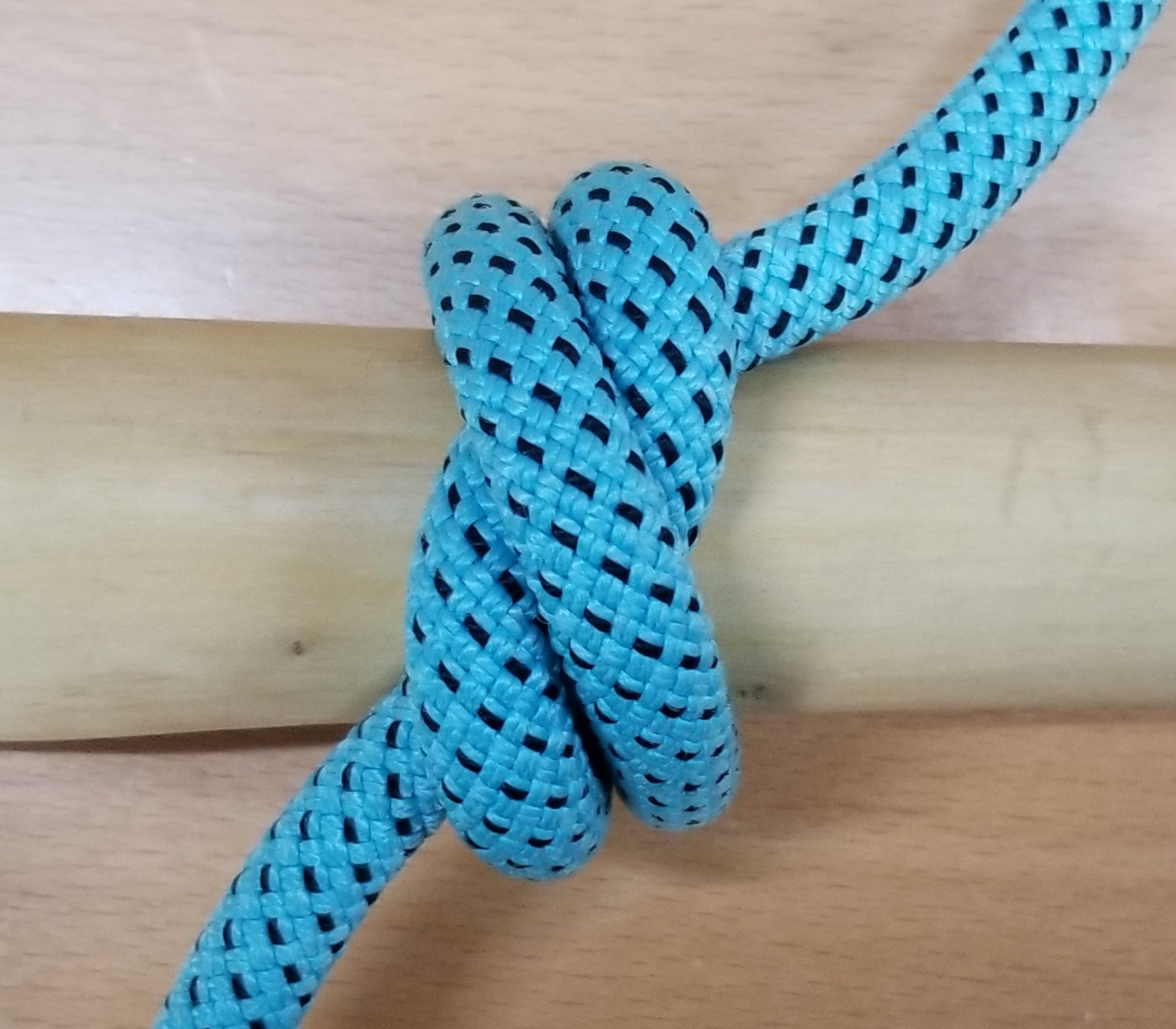
Schnürknoten nach ABoK #1239
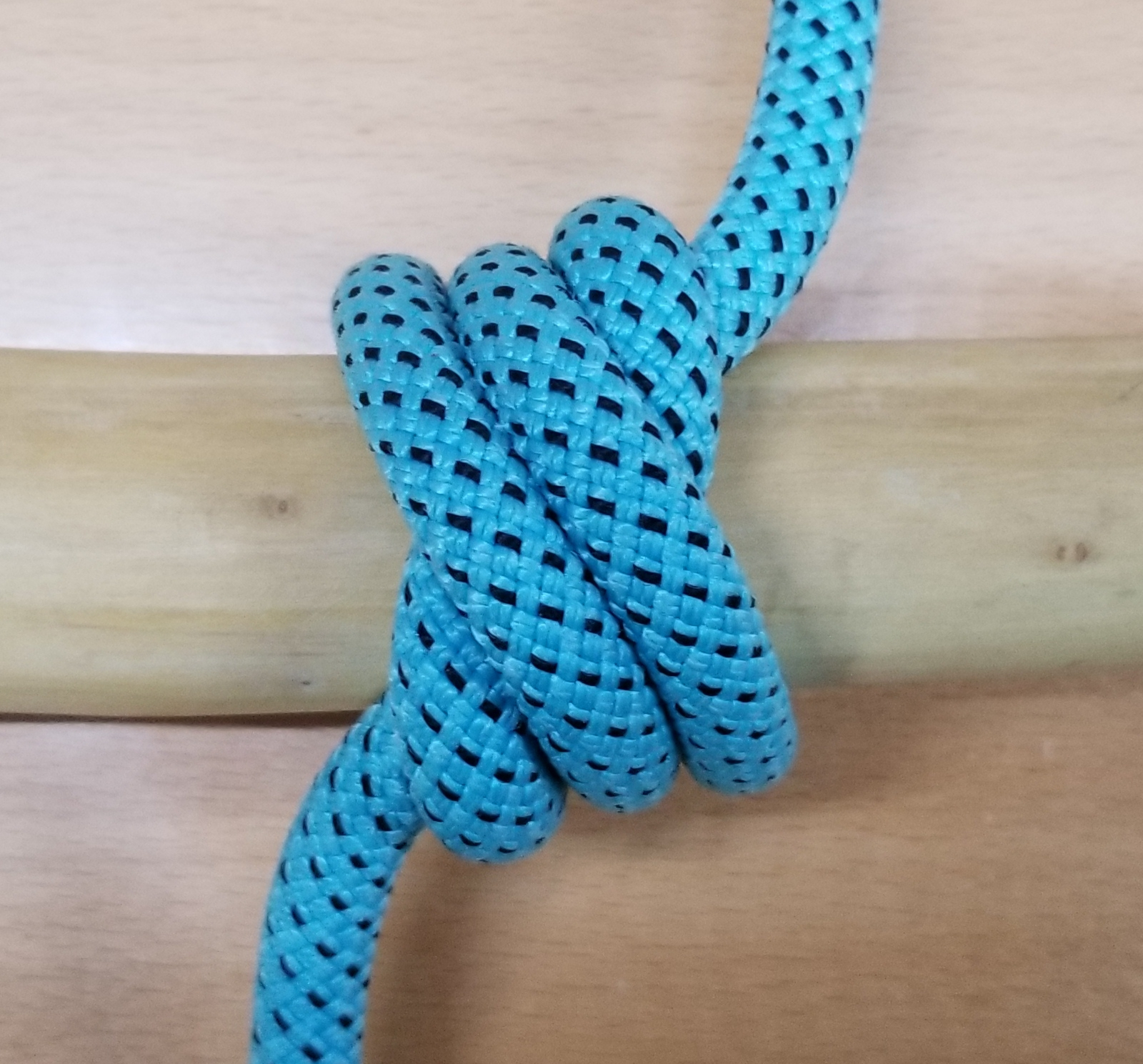
Schnürknoten mit einem Extratörn (Basis Dreifacher Überhandknoten)
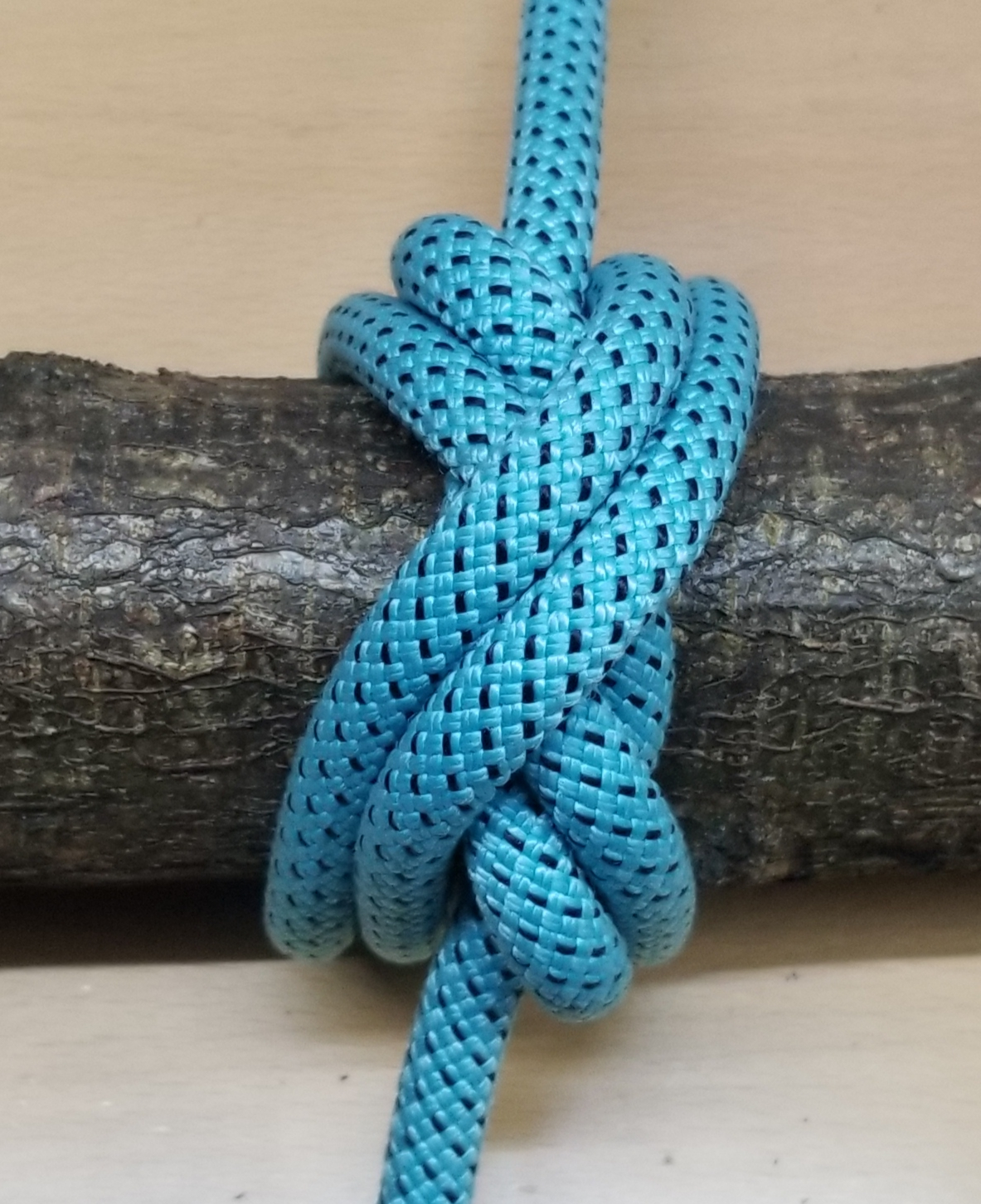
Der Boa-Knoten ersetzt bei einem größeren Durchmesser des zylindrischen Objektes den Würgeknoten.